# Running in the Family (chanson)
Singles de Level 42
Lessons in Love
(1986) To Be with You Again
(1987)
Running in the Family est une chanson du groupe britannique Level 42, parue sur l'album du même nom. Elle est sortie le 2 février 1987 chez Polydor en tant que deuxième single de l'album.
Elle se classe notamment en tête des hit-parades au Danemark, en Israël et l'European Hot 100 Singles. Running in the Family atteint également la 6e place au Royaume-Uni, le pays d'origine du groupe, ainsi que la 9e place en Nouvelle-Zélande et une 83e place dans le Billboard Hot 100 américain.

## Liste des pistes
| A. | Running in the Family | 3:57 |
| B. | Dream Crazy           | 3:50 |

| A.  | Running in the Family (Extended Version) | 6:10 |
| B1. | Dream Crazy                              | 3:50 |
| B2. | Running in the Family (7" Version)       | 3:57 |

## Crédits
Level 42
- Mark King – chant, basse
- Mike Lindup – claviers, chœurs
- Rowland “Boon” Gould – guitare
- Phil Gould – batterie

Musiciens additionnels
- Wally Badarou – claviers, chœurs
- Krys Mach – saxophone

Production
- Level 42 – production
- Wally Badarou – production
- Julian Mendelsohn – assistant de production, ingénieur du son, mixage
- Carlos Olms – ingénieur du son numérique
- Mike "Spike" Drake – technicien
- Kevin Metcalfe – mastersation
- Eric Watson – photographie

Crédits adaptés du livret album.

## Classements
| Classement (1987)                      | Meilleure position |
| -------------------------------------- | ------------------ |
| Allemagne de l'Ouest (Media Control)   | 12                 |
| Australie (Kent Music Report)          | 43                 |
| Autriche (Ö3 Austria Top 40)           | 12                 |
| Belgique (Flandre Ultratop 50 Singles) | 3                  |
| Danemark (Hitlisten)                   | 1                  |
| Espagne (AFYVE)                        | 4                  |
| États-Unis (Hot 100)                   | 83                 |
| Europe (European Hot 100)              | 1                  |
| Irlande (IRMA)                         | 4                  |
| Israël (IBA)                           | 1                  |
| Italie (Musica e dischi)               | 8                  |
| Norvège (VG-lista)                     | 7                  |
| Nouvelle-Zélande (RMNZ)                | 9                  |
| Pays-Bas (Nederlandse Top 40)          | 3                  |
| Pays-Bas (Nationale Hitparade)         | 3                  |
| Royaume-Uni (UK Singles Chart)         | 6                  |
| Suède (Sverigetopplistan)              | 12                 |
| Suisse (Schweizer Hitparade)           | 5                  |

| Classement (1987)              | Position |
| ------------------------------ | -------- |
| Belgique (Flandre Ultratop)    | 27       |
| Europe (European Hot 100)      | 32       |
| Nouvelle-Zélande (RMNZ)        | 50       |
| Pays-Bas (Nederlandse Top 40)  | 25       |
| Pays-Bas (Single Top 100)      | 22       |
| Royaume-Uni (UK Singles Chart) | 69       |
| Suisse (Schweizer Hitparade)   | 29       |